# Tetrastichus
Tetrastichus is een geslacht van vliesvleugeligen uit de familie Eulophidae. De wetenschappelijke naam van dit geslacht is voor het eerst geldig gepubliceerd in 1844 door Haliday.

## Soorten
Het geslacht Tetrastichus omvat de volgende soorten:
- Tetrastichus abalosi Blanchard, 1950
- Tetrastichus abatus Narendran, 2005
- Tetrastichus abdominalis Kostjukov, 1995
- Tetrastichus aberrans Kostjukov, 1995
- Tetrastichus abiiarum Kostjukov, 1978
- Tetrastichus abnormis Kostjukov, 1995
- Tetrastichus absintium Kostjukov, 1978
- Tetrastichus acuticlavus Kostjukov, 1995
- Tetrastichus acutiusculus Graham, 1991
- Tetrastichus acutus Ashmead, 1886
- Tetrastichus aenellus (Girault, 1915)
- Tetrastichus aeneoviridis (Girault, 1912)
- Tetrastichus aestivus Yefremova & Yegorenkova, 2009
- Tetrastichus aethognathi Ghesquière, 1960
- Tetrastichus africanus (Risbec, 1957)
- Tetrastichus agrili Crawford, 1915
- Tetrastichus agrilocidus Graham, 1991
- Tetrastichus ahmetcitiri Doganlar, 1993
- Tetrastichus alaskensis Ashmead, 1902
- Tetrastichus albipes Crosby, 1909
- Tetrastichus albisensillis Kostjukov, 1995
- Tetrastichus albitarsis Kostjukov, 1995
- Tetrastichus albocoxalis Narendran, 2007
- Tetrastichus amgun Kostjukov, 1995
- Tetrastichus amurensis Walker, 1874
- Tetrastichus amurzetus Kostjukov, 1995
- Tetrastichus ancyferovi Kostjukov, 1990
- Tetrastichus angeloni Girault, 1926
- Tetrastichus angolensis Risbec, 1958
- Tetrastichus anosibei Risbec, 1958
- Tetrastichus apanteles Khan, Agnihotri & Sushil, 2005
- Tetrastichus apantelicida Brèthes, 1923
- Tetrastichus aponiusi Yang, 1996
- Tetrastichus archideus (Walker, 1839)
- Tetrastichus ardisiae Ishii, 1931
- Tetrastichus argentinacus Özdikmen, 2011
- Tetrastichus armandii Yang, 1996
- Tetrastichus arnoldi (Girault, 1913)
- Tetrastichus arsenjevi Kostjukov, 1995
- Tetrastichus artem Kostjukov, 1995
- Tetrastichus arucicus Narendran, 2007
- Tetrastichus ascania Kostjukov, 1978
- Tetrastichus assuetus Kostjukov, 1978
- Tetrastichus atratulus (Nees, 1834)
- Tetrastichus atriclavus Waterston, 1915
- Tetrastichus atrocoeruleus (Nees, 1834)
- Tetrastichus auplopus Burks, 1963
- Tetrastichus australasiae Gahan, 1922
- Tetrastichus autonae (Walker, 1839)
- Tetrastichus axia Walker, 1848
- Tetrastichus axyllaris Kostjukov, 1995
- Tetrastichus baccharidis Kieffer, 1910
- Tetrastichus badius Narendran, 2007
- Tetrastichus baeri Kostjukov, 1978
- Tetrastichus balteatus Waterston, 1915
- Tetrastichus bambeyi Risbec, 1951
- Tetrastichus baricatus Narendran, 2006
- Tetrastichus basilewskyi Risbec, 1957
- Tetrastichus basokoi Risbec, 1958
- Tetrastichus beardsleyi Fullaway, 1956
- Tetrastichus bekiliensis Risbec, 1952
- Tetrastichus bellus Narendran & Girish Kumar, 2006
- Tetrastichus belokobylskyi Kostjukov, 1995
- Tetrastichus benoiti Risbec, 1958
- Tetrastichus bharathi Narendran, 2007
- Tetrastichus bicolor (Ashmead, 1894)
- Tetrastichus bilgiricus Narendran, 2007
- Tetrastichus bispinus Narendran, 2007
- Tetrastichus boninensis Yoshimoto & Ishii, 1965
- Tetrastichus brachyopae Graham, 1991
- Tetrastichus brevicalcar Graham, 1991
- Tetrastichus breviclava Kostjukov, 1995
- Tetrastichus brevidorsellum Kostjukov, 1995
- Tetrastichus brevimarginatus Kostjukov, 1995
- Tetrastichus breviosus Kostjukov, 1995
- Tetrastichus breviscapella Özdikmen, 2011
- Tetrastichus breviscapus Kostjukov, 1977
- Tetrastichus brevitarsis Kostjukov, 1995
- Tetrastichus breviventris Kostjukov, 1995
- Tetrastichus bromi Kostjukov, 1978
- Tetrastichus brontispae (Ferrière, 1933)
- Tetrastichus brunifuniculus Kostjukov, 1995
- Tetrastichus bruninervis Kostjukov, 1995
- Tetrastichus bruniscapus Kostjukov, 1995
- Tetrastichus brunistigma Kostjukov, 1995
- Tetrastichus brunitibialis Kostjukov, 1995
- Tetrastichus bruniventris Kostjukov, 1995
- Tetrastichus budaicus Narendran, 2007
- Tetrastichus bureja Kostjukov, 1995
- Tetrastichus burrus Yoshimoto & Ishii, 1965
- Tetrastichus byersi Burks, 1963
- Tetrastichus calicuticus Narendran, 2007
- Tetrastichus capitatus (Ratzeburg, 1852)
- Tetrastichus capitonus Kostjukov, 1978
- Tetrastichus capreae Erdös, 1969
- Tetrastichus carbonelli Blanchard, 1947
- Tetrastichus caridei Brèthes, 1918
- Tetrastichus carinatus Kostjukov, 1995
- Tetrastichus casuarinae Ferrière, 1929
- Tetrastichus cecidivorus MacGown, 1979
- Tetrastichus cecidomyiae De Stefani, 1887
- Tetrastichus ceroplastidis Brèthes, 1913
- Tetrastichus chakrataensis Khan & Sushil, 1993
- Tetrastichus chara Kostjukov, 1978
- Tetrastichus chindakicus Narendran, 2007
- Tetrastichus chinicus Narendran, 2007
- Tetrastichus chvalynicus Kostjukov, 1978
- Tetrastichus cimbiciphilus Kostjukov, 1976
- Tetrastichus cincinnatus (Girault, 1917)
- Tetrastichus circularis Howard, 1897
- Tetrastichus citriscapus Kostjukov, 1978
- Tetrastichus citritibialis Kostjukov, 1978
- Tetrastichus claudii (Brèthes, 1928)
- Tetrastichus clavatus Kostjukov, 1995
- Tetrastichus clavicornis Yang, 1996
- Tetrastichus clito (Walker, 1840)
- Tetrastichus clypeatus Gahan, 1925
- Tetrastichus coelarchus Graham, 1991
- Tetrastichus coelioxydis (Burks, 1967)
- Tetrastichus coeruleus (Nees, 1834)
- Tetrastichus colemani Crawford, 1912
- Tetrastichus compsivorus Crawford, 1915
- Tetrastichus contiguus Kostjukov, 1995
- Tetrastichus coorgensis (Chandy Kurian, 1952)
- Tetrastichus cotesiae Narendran, 2007
- Tetrastichus crinicornis (Perris, 1840)
- Tetrastichus crioceridis Graham, 1983
- Tetrastichus cupressi Yang, 1996
- Tetrastichus cuproideus Howard, 1897
- Tetrastichus curtiscapus Kostjukov, 1995
- Tetrastichus curtiventris Kostjukov, 1978
- Tetrastichus cyaniventris (Motschulsky, 1863)
- Tetrastichus cydoniae Risbec, 1951
- Tetrastichus dalotus Narendran, 2007
- Tetrastichus damitus Narendran, 2007
- Tetrastichus dasi Narendran, 2007
- Tetrastichus dasyops Graham, 1991
- Tetrastichus decrescens Graham, 1991
- Tetrastichus defimbriatus Kostjukov, 1978
- Tetrastichus denuntiativus Kostjukov, 1995
- Tetrastichus dignella Özdikmen, 2011
- Tetrastichus dignitosus Kostjukov, 1995
- Tetrastichus dignus Kostjukov, 1995
- Tetrastichus dinoticus Narendran, 2007
- Tetrastichus diospiri Risbec, 1952
- Tetrastichus dipterae (Risbec, 1956)
- Tetrastichus djuritschae Kostjukov, 1979
- Tetrastichus dulciculus Narendran, 2007
- Tetrastichus echthrus Crawford, 1911
- Tetrastichus elegans Kostjukov, 1995
- Tetrastichus enchorius Kostjukov, 1995
- Tetrastichus ennii Girault, 1936
- Tetrastichus epilachnae (Giard, 1896)
- Tetrastichus euplanipectus Özdikmen, 2011
- Tetrastichus euplectrae Risbec, 1951
- Tetrastichus euplectri Gahan, 1914
- Tetrastichus euprimoricus Özdikmen, 2011
- Tetrastichus eurinus Kostjukov, 1995
- Tetrastichus femoralis Kostjukov, 1995
- Tetrastichus flagelatus Kostjukov, 1995
- Tetrastichus flaviclavus La Salle & Polaszek, 2007
- Tetrastichus flavifemoralis Kostjukov, 1995
- Tetrastichus flavilatus Narendran, 2007
- Tetrastichus flavinervis Kostjukov, 1995
- Tetrastichus flavipes Ashmead, 1886
- Tetrastichus flavirictus Kostjukov, 1978
- Tetrastichus flaviscapus Kostjukov, 1995
- Tetrastichus flavopictus (Ashmead, 1887)
- Tetrastichus fuscipennis Howard, 1897
- Tetrastichus gadagkari Narendran, 2007
- Tetrastichus gahani Costa Lima & Guitton, 1962
- Tetrastichus gardneri Ferrière, 1931
- Tetrastichus garicus Narendran, 2007
- Tetrastichus giffardianus Silvestri, 1915
- Tetrastichus giffardii Silvestri, 1915
- Tetrastichus girishi Narendran, 2007
- Tetrastichus gozelae Myartseva, 1989
- Tetrastichus graminicola Risbec, 1957
- Tetrastichus graminum Erdös, 1969
- Tetrastichus gressitti Yoshimoto & Ishii, 1965
- Tetrastichus guamensis Yoshimoto & Ishii, 1965
- Tetrastichus gyrolasiaeformis Risbec, 1957
- Tetrastichus hakonensis Ashmead, 1904
- Tetrastichus halidayi (Graham, 1961)
- Tetrastichus hanka Kostjukov, 1995
- Tetrastichus harteni Yefremova & Yegorenkova, 2009
- Tetrastichus hasanicus Kostjukov, 1995
- Tetrastichus heeringi Delucchi, 1954
- Tetrastichus hehcirus Kostjukov, 1995
- Tetrastichus helianthemellae Erdös, 1969
- Tetrastichus hellburgi (Risbec, 1957)
- Tetrastichus helviscapus Graham, 1991
- Tetrastichus heterus Graham, 1991
- Tetrastichus heydoni Narendran, 2007
- Tetrastichus hindicus Özdikmen, 2011
- Tetrastichus hippasus (Walker, 1839)
- Tetrastichus hispidivertex (Girault, 1936)
- Tetrastichus hotspoticus Narendran, 2007
- Tetrastichus howardi (Olliff, 1953)
- Tetrastichus hydrelliae Sheng, 1995
- Tetrastichus hylotomarum (Bouché, 1834)
- Tetrastichus iaricus Narendran, 2007
- Tetrastichus ibseni (Girault, 1916)
- Tetrastichus idothea Walker, 1844
- Tetrastichus ilithyia (Walker, 1839)
- Tetrastichus imitator (Brèthes, 1916)
- Tetrastichus inaequalis Graham, 1991
- Tetrastichus incongruus Ashmead, 1904
- Tetrastichus inferens Yoshimoto, 1970
- Tetrastichus injuriosus Compere, 1926
- Tetrastichus inopinus Kostjukov, 1978
- Tetrastichus interjectus Kostjukov, 1978
- Tetrastichus inunctus (Nees, 1834)
- Tetrastichus isis Brèthes, 1918
- Tetrastichus janusi Yang, Yang & Yao, 2005
- Tetrastichus jinzhouicus Liao, 1987
- Tetrastichus johnsoni Ashmead, 1896
- Tetrastichus juglansi Yang, 1996
- Tetrastichus julis (Walker, 1839)
- Tetrastichus kamenushka Kostjukov, 1995
- Tetrastichus khabarovskensis Özdikmen, 2011
- Tetrastichus kievka Kostjukov, 1995
- Tetrastichus kisenyensis Risbec, 1957
- Tetrastichus kitegaensis Risbec, 1957
- Tetrastichus kivuensis Risbec, 1958
- Tetrastichus kodaikanalensis Saraswat, 1975
- Tetrastichus komarovi Kostjukov, 1995
- Tetrastichus kostjukovi Özdikmen, 2011
- Tetrastichus kottiyooricus Narendran, 2007
- Tetrastichus kovalevi Kostjukov, 1995
- Tetrastichus kraussi Yoshimoto & Ishii, 1965
- Tetrastichus krishnaiahi Saraswat, 1974
- Tetrastichus krishnieri (Mani, 1941)
- Tetrastichus kukitamabae Ishii, 1950
- Tetrastichus kumaonensis Saraswat, 1975
- Tetrastichus kurandensis (Girault, 1914)
- Tetrastichus laddi Girault, 1913
- Tetrastichus laminatus Kieffer, 1910
- Tetrastichus lankicus Narendran, 2005
- Tetrastichus laparus Narendran, 2007
- Tetrastichus largicapicus Kostjukov, 1995
- Tetrastichus largiorisus Kostjukov, 1995
- Tetrastichus largipterus Kostjukov, 1995
- Tetrastichus largistigma Kostjukov, 1995
- Tetrastichus largithorax Kostjukov, 1995
- Tetrastichus lasiopterae (Lindeman, 1881)
- Tetrastichus lasiopterinus Domenichini, 1964
- Tetrastichus laudabilis Kostjukov, 1995
- Tetrastichus ledrae Viggiani, 1971
- Tetrastichus legionarius Giraud, 1863
- Tetrastichus leionotus Graham, 1991
- Tetrastichus lemae Risbec, 1951
- Tetrastichus leocrates (Walker, 1839)
- Tetrastichus lepidus Walker, 1874
- Tetrastichus leptosoma Graham, 1991
- Tetrastichus lindemani Kostjukov, 1978
- Tetrastichus litoreus Yang, Qiao & Han, 2003
- Tetrastichus longicapus Kostjukov, 1995
- Tetrastichus longicauda Kostjukov, 1995
- Tetrastichus longiclava Kostjukov, 1995
- Tetrastichus longidorsellum Kostjukov, 1995
- Tetrastichus longifimbriatus Masi, 1917
- Tetrastichus longipronotum Kostjukov, 1995
- Tetrastichus longiradius Kostjukov, 1995
- Tetrastichus longiscaposus Boucek, 1988
- Tetrastichus longiscutum Kostjukov, 1995
- Tetrastichus longispinis Kostjukov, 1995
- Tetrastichus longistigma Kostjukov, 1995
- Tetrastichus longithorax Kostjukov, 1995
- Tetrastichus lopezi Cristobal, 1936
- Tetrastichus lugubris (De Santis, 1969)
- Tetrastichus luridiceps Brèthes, 1918
- Tetrastichus luteorubidus Yoshimoto & Ishii, 1965
- Tetrastichus lyridice (Walker, 1839)
- Tetrastichus macrops (Graham, 1961)
- Tetrastichus maculifer Silvestri, 1914
- Tetrastichus madagascariensis Risbec, 1952
- Tetrastichus magnicorpus Khan & Shafee, 1988
- Tetrastichus magnus Risbec, 1958
- Tetrastichus mangifera Khan & Sushil, 1993
- Tetrastichus manilensis (Ashmead, 1905)
- Tetrastichus manjumalaicus Narendran, 2007
- Tetrastichus maritimus Kostjukov, 1995
- Tetrastichus mascalicornis Kostjukov, 1995
- Tetrastichus mediocris Kostjukov, 1995
- Tetrastichus melasomae Graham, 1991
- Tetrastichus meridionalis Özdikmen, 2011
- Tetrastichus metallicus (Girault & Dodd, 1915)
- Tetrastichus micans Howard, 1897
- Tetrastichus mimus (Perkins, 1912)
- Tetrastichus minasensis De Santis, 1969
- Tetrastichus mindicus Narendran, 2008
- Tetrastichus minimus Kostjukov, 1995
- Tetrastichus mirus Kostjukov, 1978
- Tetrastichus miser (Nees, 1834)
- Tetrastichus mittagongensis Girault, 1913
- Tetrastichus mohani Khan & Sushil, 1993
- Tetrastichus moldovicus Kostjukov & Tuzlukova, 2000
- Tetrastichus momardicae Domenichini, 1964
- Tetrastichus monstrabilis Kostjukov, 1995
- Tetrastichus monsus Kostjukov, 1995
- Tetrastichus muhavurae Risbec, 1957
- Tetrastichus mukatus Narendran, 2007
- Tetrastichus murakamii Sugonjaev, 1983
- Tetrastichus murcia (Walker, 1839)
- Tetrastichus muricolaris Ghesquière, 1949
- Tetrastichus narendrani La Salle, 2004
- Tetrastichus nartshukae Kostjukov, 1976
- Tetrastichus neocupressi Narendran, 2007
- Tetrastichus neothoracicus Özdikmen, 2011
- Tetrastichus niger Ranaweera, 1950
- Tetrastichus nigricitrinus Kostjukov, 1978
- Tetrastichus nigricornis Kostjukov, 1995
- Tetrastichus nigricoxa Masi, 1917
- Tetrastichus nigricoxae Yang, 2003
- Tetrastichus nigrinervis Kostjukov, 1995
- Tetrastichus nigriocellus Kostjukov, 1995
- Tetrastichus nigriscapus (Howard, 1897)
- Tetrastichus nikolskajae Kostjukov, 1995
- Tetrastichus nilamburensis Saraswat, 1975
- Tetrastichus novoselische Kostjukov, 1995
- Tetrastichus obliqua Khan & Sushil, 1993
- Tetrastichus oeceticola Brèthes, 1920
- Tetrastichus ooctonus (Kawall, 1858)
- Tetrastichus ootyensis Saraswat, 1975
- Tetrastichus ophiusae Crawford, 1912
- Tetrastichus ordanus Kostjukov, 1978
- Tetrastichus orgyae Risbec, 1951
- Tetrastichus orientalis Kostjukov, 1995
- Tetrastichus orissaensis Husain & Khan, 1986
- Tetrastichus orthagae Khan, Agnihotri & Sushil, 2005
- Tetrastichus oryzae (Risbec, 1952)
- Tetrastichus ovicida Risbec, 1951
- Tetrastichus ovipransus Crosby & Leonard, 1917
- Tetrastichus ovivorus Crawford, 1911
- Tetrastichus oxyurus Silvestri, 1913
- Tetrastichus pachycerus Graham, 1991
- Tetrastichus pachylophusae Risbec, 1956
- Tetrastichus palauensis Yoshimoto & Ishii, 1965
- Tetrastichus palgravei Girault, 1919
- Tetrastichus pallidiventris Kostjukov, 1978
- Tetrastichus pallipes (Risbec, 1958)
- Tetrastichus paluster Kostjukov, 1978
- Tetrastichus pantnagarensis Khan, 1983
- Tetrastichus paracholus Burks, 1943
- Tetrastichus partellus Khan & Sushil, 1993
- Tetrastichus patannas Motschulsky, 1863
- Tetrastichus pauliani Risbec, 1952
- Tetrastichus paulisiensis Risbec, 1958
- Tetrastichus paululus Graham, 1991
- Tetrastichus pavinantoae (Risbec, 1952)
- Tetrastichus pehlivani Özdikmen, 2011
- Tetrastichus peischula Kostjukov, 1995
- Tetrastichus pellucidinervis Kostjukov, 1995
- Tetrastichus perineti Risbec, 1952
- Tetrastichus periplanetae Crawford, 1910
- Tetrastichus perkinsorum Graham, 1991
- Tetrastichus philippiae Risbec, 1958
- Tetrastichus philippinensis Ashmead, 1904
- Tetrastichus piceae Yang, 1996
- Tetrastichus pilemostomae Graham, 1991
- Tetrastichus planipectus Kostjukov, 1978
- Tetrastichus planipennisi Yang, 2006
- Tetrastichus planiscutellum Kostjukov, 1995
- Tetrastichus platensis Brèthes, 1905
- Tetrastichus plausibilis Kostjukov, 1995
- Tetrastichus poincarei Girault, 1913
- Tetrastichus polygonae Risbec, 1952
- Tetrastichus polynemae Ashmead, 1900
- Tetrastichus polyporinus Askew, 2007
- Tetrastichus pompilicola Graham, 1960
- Tetrastichus porteri Brèthes, 1918
- Tetrastichus primoricus Özdikmen, 2011
- Tetrastichus productus Riley, 1885
- Tetrastichus prospaltae Ashmead, 1901
- Tetrastichus pseudoeceticola Blanchard, 1936
- Tetrastichus pulvinariae Risbec, 1951
- Tetrastichus punctatifacies Girault, 1926
- Tetrastichus punctifrons Kostjukov, 1995
- Tetrastichus punctipronotum Kostjukov, 1995
- Tetrastichus punctivertex Kostjukov, 1995
- Tetrastichus punjabensis (Chandy Kurian, 1952)
- Tetrastichus pupivorus Risbec, 1952
- Tetrastichus pyrrhalti Myartseva, 1995
- Tetrastichus quadriseta Saraswat, 1975
- Tetrastichus ramamurthyi Narendran, 2007
- Tetrastichus raphnusae Risbec, 1958
- Tetrastichus rasnitsyni Kostjukov, 2001
- Tetrastichus rebezae Kostjukov, 1978
- Tetrastichus regionibus Kostjukov, 1995
- Tetrastichus rhinocori Risbec, 1951
- Tetrastichus rivalis Brèthes, 1918
- Tetrastichus rjazanovka Kostjukov, 1995
- Tetrastichus rotundus Delucchi, 1962
- Tetrastichus ruandensis Risbec, 1957
- Tetrastichus rufiventris Risbec, 1958
- Tetrastichus rugosus Risbec, 1958
- Tetrastichus ruskini (Girault, 1915)
- Tetrastichus rwankwiensis Risbec, 1958
- Tetrastichus sahalinicus Kostjukov, 1995
- Tetrastichus santhoshi Narendran, 2007
- Tetrastichus sapari Myartseva, 1989
- Tetrastichus saundersii (Packard, 1881)
- Tetrastichus sceliphroni Risbec, 1958
- Tetrastichus schoenobii Ferrière, 1931
- Tetrastichus schuvachinae Kostjukov, 1995
- Tetrastichus scolyti Ashmead, 1894
- Tetrastichus scriptus Burks, 1943
- Tetrastichus sculpturatus Waterston, 1915
- Tetrastichus sedanka Kostjukov, 1995
- Tetrastichus semideae (Packard, 1881)
- Tetrastichus semidesertus Kostjukov, 1978
- Tetrastichus seorsus Kostjukov, 1995
- Tetrastichus septentrionalis Yang, 2001
- Tetrastichus serenus Kostjukov, 1995
- Tetrastichus setifer Thomson, 1878
- Tetrastichus seychellensis Masi, 1940
- Tetrastichus seyrigi Risbec, 1952
- Tetrastichus shandongensis Yang, 2003
- Tetrastichus shaxianensis Liao, 1987
- Tetrastichus shonicus Narendran, 2007
- Tetrastichus silvestrinus Kostjukov, 1995
- Tetrastichus simplex Kostjukov, 1995
- Tetrastichus sinope (Walker, 1839)
- Tetrastichus sinui Narendran, 2007
- Tetrastichus sissoo Khan, Agnihotri & Sushil, 2005
- Tetrastichus sodalis Graham, 1991
- Tetrastichus solvae Graham, 1991
- Tetrastichus spassk Kostjukov, 1995
- Tetrastichus spirabilis Waterston, 1922
- Tetrastichus sringericus Narendran, 2007
- Tetrastichus stom Narendran, 2007
- Tetrastichus storozhevae Kostjukov, 1995
- Tetrastichus stylatus (Girault, 1915)
- Tetrastichus subviridis Kostjukov, 1995
- Tetrastichus sugitamabae Yasumatsu & Yoshii, 1959
- Tetrastichus sumatus Narendran, 2007
- Tetrastichus sutschanus Kostjukov, 1995
- Tetrastichus swaedicola Kieffer, 1910
- Tetrastichus tachos (Walker, 1839)
- Tetrastichus taibaishanensis Yang, 1996
- Tetrastichus taiga Kostjukov, 1995
- Tetrastichus tamaricicola Kostjukov, 1978
- Tetrastichus tanjorensis Husain & Khan, 1986
- Tetrastichus tanus Narendran, 2006
- Tetrastichus taprobanensis Ranaweera, 1950
- Tetrastichus tauricus Kostjukov, 1989
- Tetrastichus taylori Ferrière, 1933
- Tetrastichus tchegdomyn Kostjukov, 1995
- Tetrastichus telon (Graham, 1961)
- Tetrastichus temporalis (Graham, 1961)
- Tetrastichus terney Kostjukov, 1995
- Tetrastichus tertius Kostjukov, 1978
- Tetrastichus testaceus Masi, 1940
- Tetrastichus thalaparicus Narendran, 2007
- Tetrastichus thekmenevae Kostjukov, 1986
- Tetrastichus theoi Graham, 1991
- Tetrastichus thonicus Narendran, 2007
- Tetrastichus thoracicus Yang, 1996
- Tetrastichus tibialis (Ashmead, 1894)
- Tetrastichus tipicus Kostjukov, 1995
- Tetrastichus tonkoui Risbec, 1954
- Tetrastichus tortricis Kostjukov & Seregina, 1989
- Tetrastichus translaticius Kostjukov, 1995
- Tetrastichus triozai Khan, Agnihotri & Sushil, 2005
- Tetrastichus trisetae Risbec, 1958
- Tetrastichus trisulcatus Provancher, 1887
- Tetrastichus trjapitzini Kostjukov, 1995
- Tetrastichus tunicus Narendran, 2007
- Tetrastichus turanicus Kostjukov, 1976
- Tetrastichus tyrtaeus (Walker, 1839)
- Tetrastichus ukrainensis Özdikmen, 2011
- Tetrastichus ulmi Erdös, 1954
- Tetrastichus umae Narendran, 2007
- Tetrastichus uniarticulata Saraswat, 1975
- Tetrastichus unicolor Girault & Dodd, 1915
- Tetrastichus urgal Kostjukov, 1995
- Tetrastichus urkaltus Kostjukov, 1995
- Tetrastichus urundiensis Risbec, 1957
- Tetrastichus urvilleae (De Santis, 1957)
- Tetrastichus ussuriensis Kostjukov, 1995
- Tetrastichus uttaranchalicus Özdikmen, 2011
- Tetrastichus vadanatus Narendran, 2004
- Tetrastichus varius Kostjukov, 1978
- Tetrastichus violaceus Kurdjumov, 1913
- Tetrastichus voalokae Risbec, 1958
- Tetrastichus wakicus Narendran, 2006
- Tetrastichus wayalicus Narendran, 2007
- Tetrastichus xania Kostjukov, 1978
- Tetrastichus xylebororum Domenichini, 1960
- Tetrastichus yangi Özdikmen, 2011
- Tetrastichus yapensis Yoshimoto & Ishii, 1965
- Tetrastichus zalae Risbec, 1958
- Tetrastichus zekioezeri Doganlar, 1993
- Tetrastichus zeyae Narendran, 2007
- Tetrastichus zygophylli Myartseva, 1995